# Aldo Manassi
Aldo Angelo Manassi (né le 13 août 1888 à Milan et mort à une date inconnue, probablement après les années 1940) est un architecte italien, ayant exercé principalement à Casablanca.

## Biographie
Aldo Manassi est diplômé de la Scuola superiore d'arte applicata all industria de Milan. Il a été autorisé à exercer au Maroc aux environs de 1921.
Il travaille au Maroc et principalement à Casablanca de 1922 à 1938.

## Principales réalisations à Casablanca

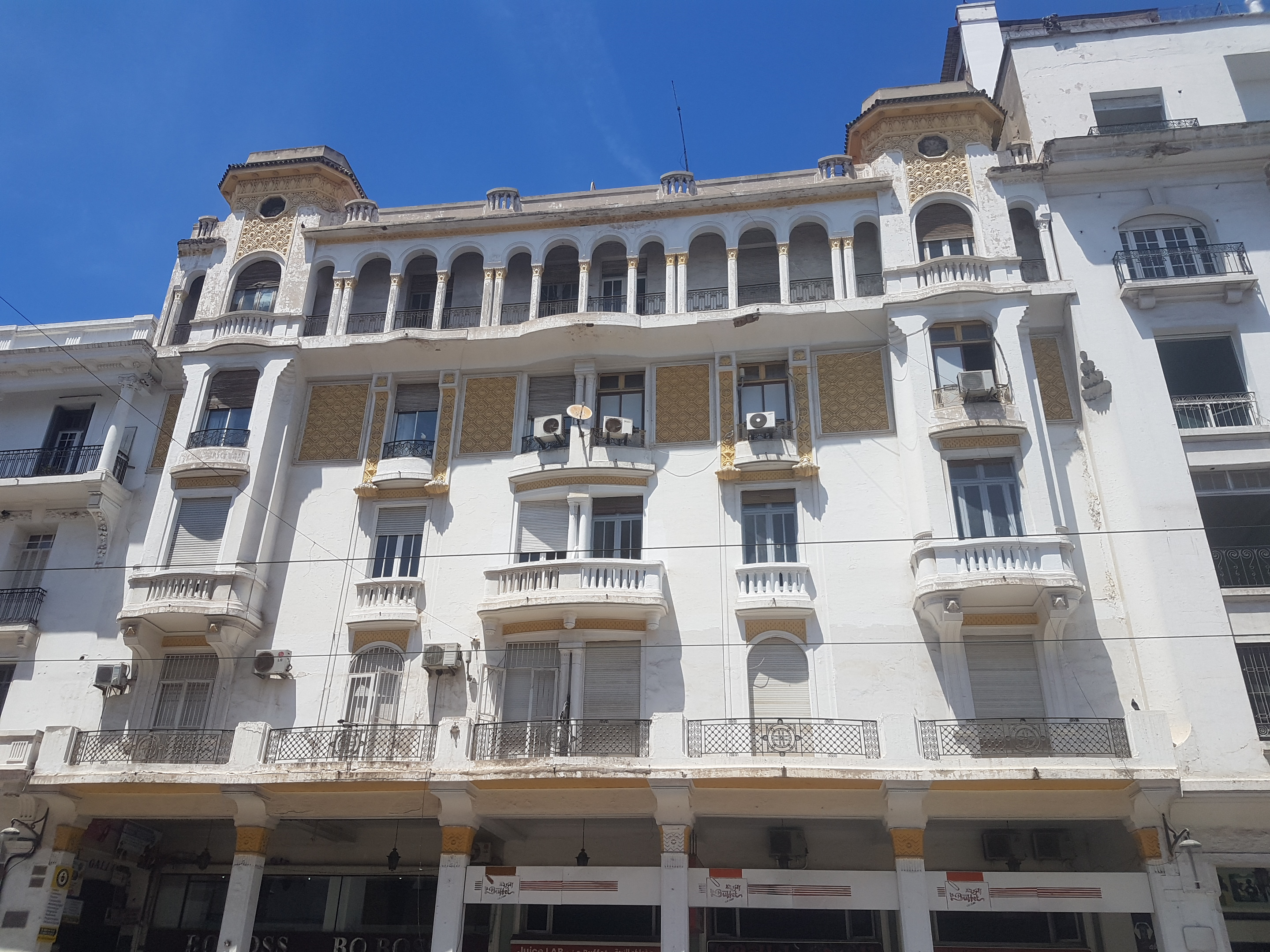
Immeuble S. Lévy au boulevard Mohammed-V.

- Immeuble Soto, place Guynemer, 1922.
- Immeuble Lévy, Bd de la gare (Bd Mohammed V), 1927.
- Immeuble Manassi, Bd de Marseille (Bd de Lalla Yacout) et rue de l'industrie, 1927.
- Immeuble Noulelis, rue de l'aviateur Védrines (Rue Abdelkrim Diouri) et de l'aviateur Coli (rue Abdellah Al Mediouni), 1927.
- Immeuble Ettedgui et Shriqui, Bd de la gare (Bd Mohammed V), 1927.
- Lotissement Bitant et Hazan, rue Lacépède (rue Abou Ahmed Al Ghazaly), 1928.
- Immeuble Banon, Bd de la gare (Bd Mohhamed V) et rue de Foucauld, 1928.
- Immeuble Ugazio, Bd de la liberté (Bd du 11 janvier) et rue Gay-Lussac, 1931
- Immeuble El Hadj Omar Tazi, rue du capitaine Maréchal (Rue Ohoudj), 1931.
- Immeuble Siddoty, rue des Ouled Harriz (Bd Mostapha AlMaani) et de Commercy (rue d'Agadir), 1931.
- Immeuble Bennarosh, place des Cinq parties du monde (place du 16 novembre), 1932.

Note: Les dénominations actuelles des rues sont indiquées entre parenthèses.